# Olympia (Paris)

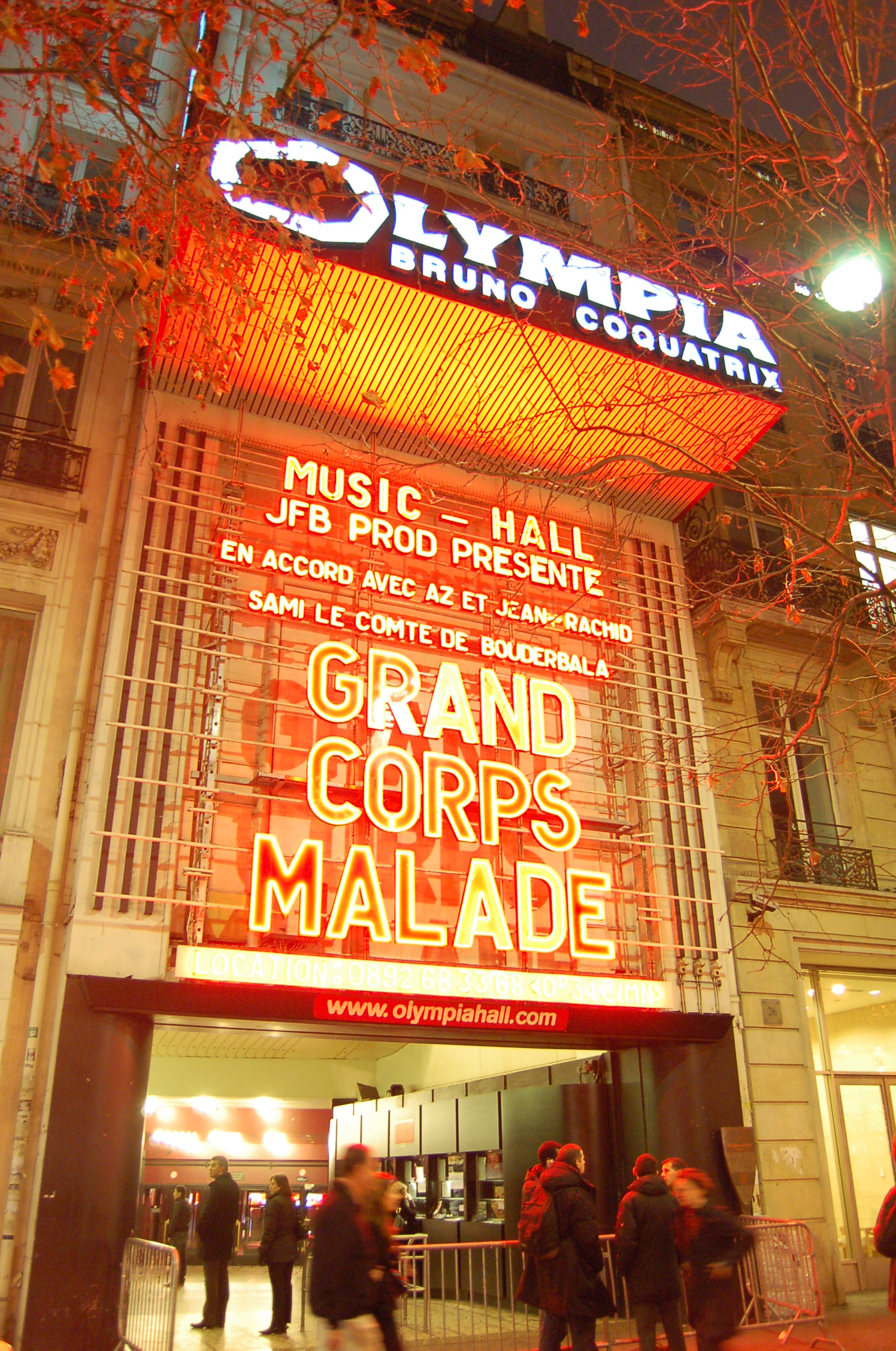
Mặt ngoài của Olympia

Olympia là một nhà hát ca nhạc - music hall - nổi tiếng của Paris. Mở cửa từ năm 1894, Olympia là music hall cổ nhất của Paris còn hoạt động đến hiện nay. Từng là nơi biểu diễn của rất nhiều nghệ sĩ nổi tiếng của Pháp và thế giới, như Johnny Hallyday, Édith Piaf, Céline Dion, Luciano Pavarotti, Rolling Stones, The Beatles... Olympia được xem như một trong số những music hall nổi tiếng bậc nhất.
| Métro Paris | Bến tàu điện ngầm: Opéra hoặc Madeleine |

Olympia nằm ở số 28 đại lộ Capucines, thuộc Quận 9. Đầu đại lộ Capucines là quảng trường Opéra, nơi có nhà hát Opéra Garnier. Đây là khu vực giải trí của thành phố, tập trung nhiều rạp chiếu phim, cửa hàng mua sắm. Mặt ngoài tòa nhà music hall Olympia không lớn. Tấm biển màu đỏ ghi dòng chữ « Olympia » trắng, bên dưới là « Bruno Coquatrix », tên người sở hữu từ năm 1952. Sức chứa của Olympia khoảng gần 2000 chỗ.

## Lịch sử
Sáng lập Olympia là Joseph Oller, chính là người xây dựng Moulin Rouge.
Vào năm 1887, Joseph Oller cho xây dựng một địa điểm cho trò tụt dốc tại đại lộ Capucines và giành được thành công lớn. Nhưng tới năm 1891 thì Sở cảnh sát thành phố bắt phải đóng cửa vì lý do an toàn. Kế đó, Joseph Oller cho xây dựng trên vị trí cũ một nhà hát ca nhạc xa hoa và hiện đại với 2000 chỗ ngồi. Olympia mở cửa vào năm 1894 với buổi diễn của ngôi sao nổi tiếng bậc nhất nước Pháp khi đó, nữ ca sĩ, vũ công La Goulue.
Không chỉ là một nhà hát ca nhạc, Olympia còn tổ chức các buổi biểu diễn xiếc, ba lê và cả thời trang. Cho tới năm 1929, Olympia được chuyển thành rạp chiếu phim. Năm 1952, Bruno Coquatrix - người quản lý một music hall khác là Bobino - mua lại Olympia và biến nơi đây thành một music hall danh tiếng. Rất nhiều những nghệ sĩ lớn của Pháp và thế giới từng tới đây, như Joséphine Baker, Édith Piaf, Rolling Stones và cả The Beatles... Sau khi Bruno Coquatrix mất vào năm 1979, người con gái lên thay và tiếp tục giữ được thành công.
Vì vấn đề địa điểm, Olympia có nguy cơ bị phá bỏ. Nhưng tới năm 1997, một giải pháp giải quyết được đưa ra: xây dựng lại Olympia mới với kiến trúc giống hệt như trước, cách địa điểm cũ vài mét. Đến năm 2001, Olympia được công ty truyền thông Vivendi Universal mua lại.

## Các nghệ sĩ từng biểu diễn ở Olympia
Trong hơn một thế kỷ tồn tại, Olympia đã có sự góp mặt của nhiều nghệ sĩ nổi tiếng.
- Các nghệ sĩ Pháp

La Goulue, Édith Piaf, Charles Aznavour, Gilbert Bécaud, Petula Clark, Johnny Hallyday, Adamo, Joséphine Baker, Yvonne Printemps, Dalida
- Các nghệ sĩ thế giới

Willy DeVille, Amália Rodrigues, Bülent Ersoy, Can, Céline Dion, Diana Krall, Dir en grey, Fairuz, Jeff Buckley, Judy Garland, Led Zeppelin, Lola Beltran, Luciano Pavarotti, Mariza, Morrissey, The Shadows, My Bloody Valentine, Nelly Furtado, New Order, Nick Cave, Nina Simone, Patti Smith, Primal Scream, Stevie Nicks, The Beatles, The Cure, The Jackson 5, The Mars Volta, The Rolling Stones, Tereza Kesovija, Tony Carreira, Jacques Brel, Umm Kulthum, Dionne Warwick, Velvet Underground, Yves Montand...